# Anton Ivanovics Gyenyikin
Anton Ivanovics Gyenyikin (Анто́н Ива́нович Дени́кин; Włocławek, 1872. december 16. – Ann Arbor, 1947. augusztus 8.) az Orosz Cári Hadsereg altábornagya, és az egyik legfontosabb fehérgárdista tábornok az oroszországi polgárháborúban.

## Fiatalkora
Anton Gyenyikin 1872-ben született a Visztula tartomány területén. Apja, Ivan Jefimovics Gyenyikin jobbágy volt, akit kiképzésre és 25 éves katonai szolgálatra köteleztek. 1856-ban, katonai szolgálatának 22. évében Ivan Gyenyikin tiszti rangot kapott. 1869-ra őrnagyi rangot ért el, ekkor nyugállományba helyezték. 1869-ben feleségül vett egy szegény lengyel varrónőt, Elżbieta Wrzesińskát, aki már a második felesége volt. Anton, a pár egyetlen gyermeke egyszerre tanult meg oroszul és lengyelül. Apjának az Orosz Birodalom iránti hazafias elkötelezettsége és ortodox vallása miatt a fiatal Anton is a katonai pályát választotta. A Gyenyikin család nagyon szűkös viszonyok között élt, egyetlen bevételüket nyugalmazott őrnagy apjának kis nyugdíja jelentette. 1885-ben az apja meghalt, így a család anyagi helyzete még rosszabbra fordult. Anton ekkor kezdte korrepetálni fiatalabb társait, hogy kis többletpénzhez jusson. 1890-ben Gyenyikin a kijevi Tiszti Iskolába ment, ahol 1892-ben leérettségizett. 20 éves korában egy tüzérdandárhoz osztották be, ahol 3 évig szolgált.
1895-ben először tanulhatott a Tábornoki Kari Akadémián, de az első évben nem sikerült tanulmányait befejeznie. A sikertelenség után újból jelentkezett, s osztályából 14-ikként végzett. Szerencsétlenségére az akadémia új jegyértékelési rendszert vezetett be, emiatt Gyenyikin a záróvizsgák után nem jutott be az akadémiára. Ez ellen a legmagasabb helyen tiltakozott. Felajánlották, hogy újra felveszik, ha visszavonja panaszát, de ezt sértésként visszautasította.
Először az orosz–japán háborúban vett részt éles bevetésen. 1905-ben ezredesi rangot szerzett. 1910-ben a 17. gyalogezred parancsnoka lett. Az első világháború kitörése előtt néhány héttel dandártábornok lett.

## Emigrációban
1920 áprilisában hagyta el Oroszországot. Angliában és Belgiumban élt, de az 1920-as évek első felében lakott Magyarországon is (Budapest, Sopron), és Balatonlellén fejezte be háborús emlékiratainak megírását.

## Emléke
2013-ban Balatonlellén emlékkövet és emléktáblát avattak tiszteletére.

## Fordítás
- Ez a szócikk részben vagy egészben  az   Anton Denikin című angol Wikipédia-szócikk fordításán alapul.  Az eredeti cikk szerkesztőit annak laptörténete sorolja fel. Ez a jelzés csupán a megfogalmazás eredetét és a szerzői jogokat jelzi, nem szolgál a cikkben szereplő információk forrásmegjelöléseként.